# Banato de Temeswar
El Banato de Temeswar o Banato de Temes (en alemán: Temeschwarer Banat, Temescher Banat, en rumano: Banatul Timişoarei, Banatul timişan,en serbio: Темишварски Банат, Тамишки Банат, en serbocroata: Temišvarski banat, Tamiški Banat, en húngaro: Temesvári Bánság, Temesi Bánság, en latín: Banatus Temesvariensis, Banatus Temesiensis) fue una provincia del Imperio Habsburgo que existió entre 1718 y 1778. Estaba situada en lo que hoy día es la región del Banato. La provincia dejó de existir en 1778, pasando a formar parte del reino de Hungría bajo los Habsburgo. Recibe su nombre por la ciudad de Temeswar (Timișoara), su capital, y por la región de Temes.

## Historia

### Antecedentes
Antes de que se estableciera la provincia de los Habsburgo, habían existido varias otras entidades en la región del Banato, como el voivodato de Glad (siglo IX), el voivodato de Ahtum (siglo XI), o el banato de Severin (desde 1233 hasta el siglo XVI), la provincia otomana llamada eyalato de Temeşvar (1552-1716), el banato de Lugos y Karansebes dentro del principado de Transilvania (siglos XVI-XVII), que estaba bajo la soberanía del imperio otomano en su conjunto.
Aunque tras la Gran Guerra Turca (1683-1697) y antes del tratado de Karlowitz (1699), la mayor parte del Banato estuvo controlada temporalmente por las fuerzas del príncipe Eugenio de Saboya; como consecuencia del tratado, se reconoció la soberanía otomana sobre la región con el fuerte de Temeşvar. Sin embargo, como resultado de la guerra de Sucesión española y la guerra de Independencia de Rákóczi, los Habsburgo se inclinaron a dirigir su atención a otra parte dentro de su país, y no hubo ningún intento de su parte de ganar territorios de los otomanos hasta 1710.

### Establecimiento
En la guerra austro-turca de 1716-18, el príncipe Eugenio de Saboya conquistó la región del Banato al imperio otomano, lo que fue reconocido por el Tratado de Passarowitz de 1718. La monarquía de los Habsburgo estableció allí una nueva región administrativa militar bajo el nombre de banato de Temeswar con capital en Temeswar. La provincia permaneció bajo administración militar hasta 1751, cuando la emperatriz María Teresa de Austria introdujo la administración civil en el norte de la región.
De 1718 a 1739, el banato incluía no solo la región homónima, sino también partes de la actual Serbia oriental a lo largo de la orilla sur del río Danubio. Tras el Tratado de Belgrado (1739), las áreas a lo largo de la orilla sur del Danubio volvieron a estar bajo control otomano. En 1751, las partes del sur del Banato fueron excluidas de la provincia y la Frontera Militar del Banato se estableció en esa área.
El banato de Temeswar fue abolido el 6 de junio de 1778 y el 23 de abril de 1779 se incorporó al reino de Hungría de los Habsburgo, mientras que su antiguo territorio se dividió en tres condados: Torontál (Zrenjanin), Temes y Krassó-Szörény (Lugoj). La parte sur de la región del Banato, que formaba parte del banato de Temeswar hasta 1751, siguió siendo parte de la Frontera Militar del Banato hasta 1873.

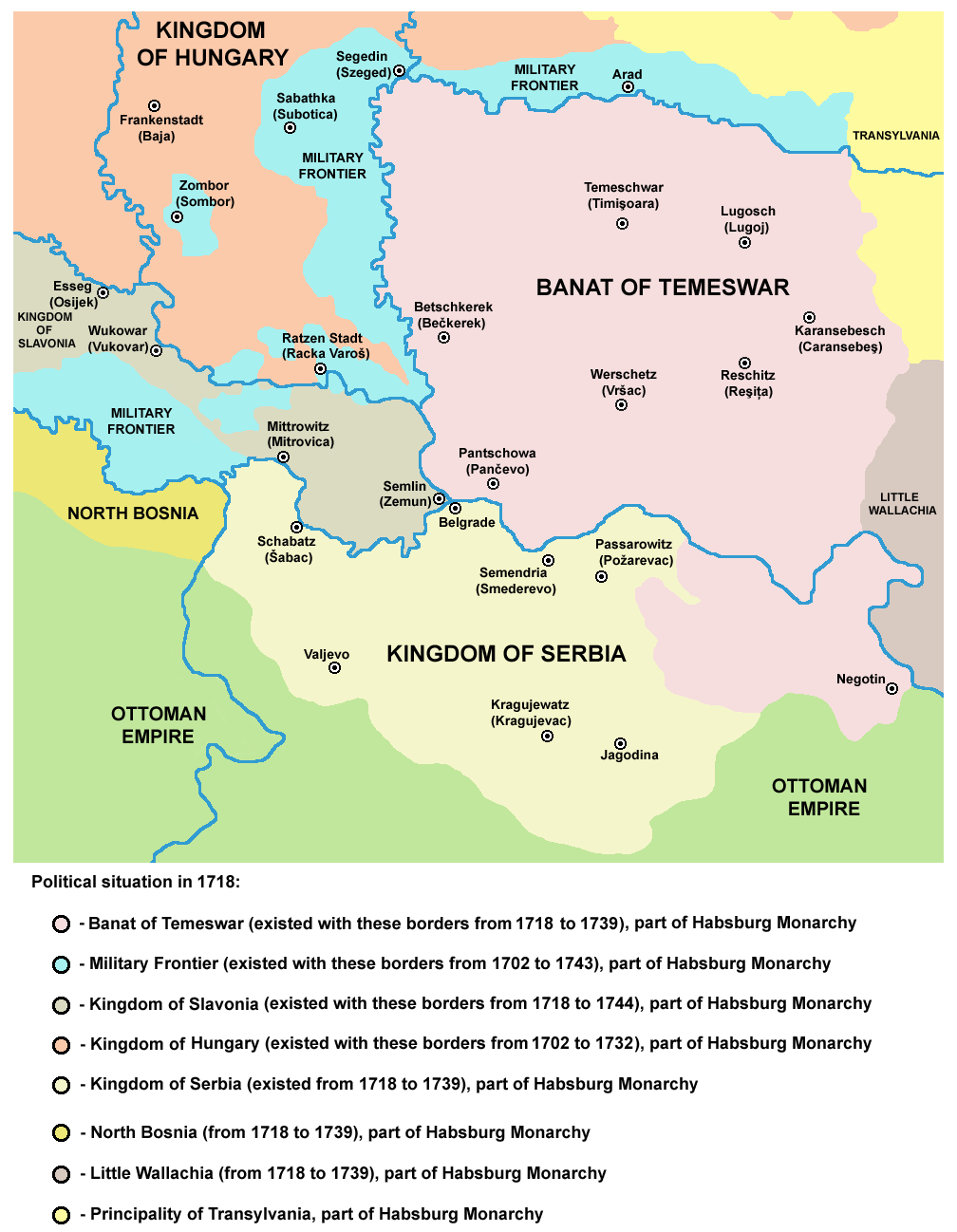
Banato de Temeswar entre 1718 y 1739.
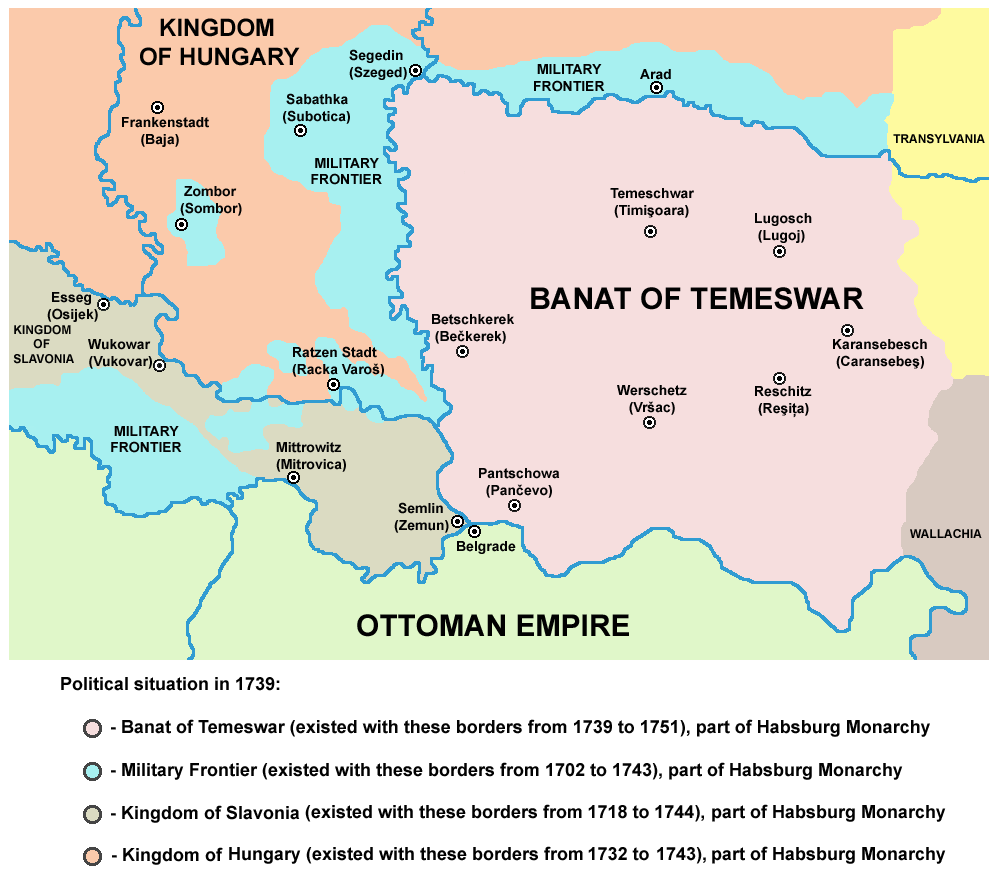
Banato de Temeswar entre 1739 y 1751.
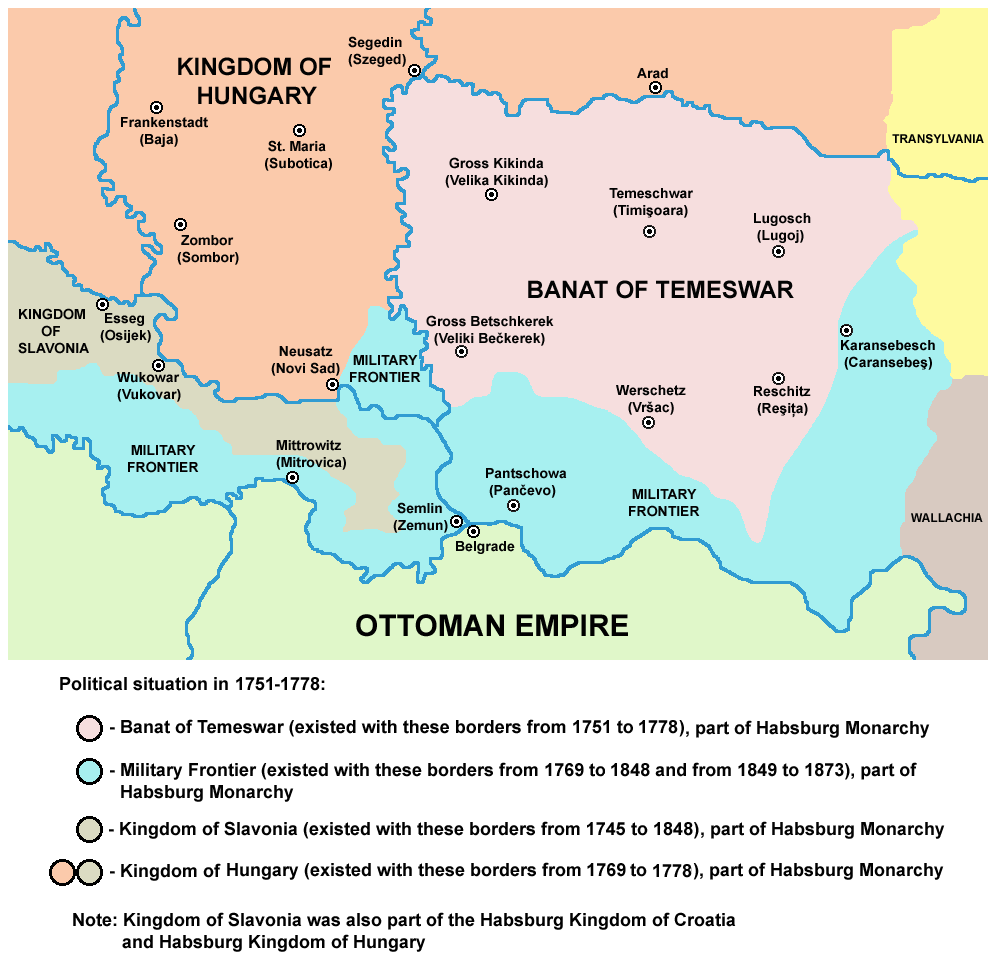
Banato de Temeswar entre 1751 y 1778.

## Población
La provincia fue repoblada tras la conquista Habsburgo pues había sufrido un gran declive de población a lo largo de las guerras anteriores. Según el primer censo realizado por las autoridades militares de los Habsburgo, la población del Banato ascendía a unos 20.000 habitantes, en su mayoría serbios. La antigua población musulmana del Banato había abandonado la zona durante la conquista de los Habsburgo. El territorio fue repoblado por familias alemanas provenientes de tierras austriacas y del sur de Alemania, rumanos provenientes de Valaquia y Transilvania, eslovacos del norte y serbios tanto refugiados provenientes del imperio otomano, como llegados a la zona procedentes de otros lugares de la monarquía de los Habsburgo. La colonización de los diversos grupos étnicos en el área duró hasta principios del siglo XIX. El gobierno organizó distritos de regimiento que en su mayoría tenían población serbia con privilegios especiales a cambio de defender las fronteras. El área también perdió su población húngara durante los conflictos del siglo XVI, pero a ellos no se les permitió regresar hasta la década de 1740, porque los Habsburgo los consideraban "políticamente poco confiables". Como consecuencia, los húngaros estuvieron casi totalmente ausentes del Banato en la primera mitad del siglo XVIII. Después de que se otorgó el permiso, llegaron colonos húngaros de diferentes partes del reino (principalmente de Transdanubia, el condado de Csongrád y los distritos de los yásicos y cumanos).
Según datos de 1774, la población del Banato de Temeswar estaba compuesta por:
- Rumanos: 220.000.
- Serbios y griegos: 100.000.
- Alemanes: 53.000.
- Húngaros y búlgaros: 2.400.
- Judíos: 340.

## Gobernadores
Los gobernadores del banato no tenían el título de ban. Eran comandantes militares y jefes de la administración provincial (en alemán: Militärpräsidenten der Landesadministration des Temescher Banats)
- Claudius Florimund Mercy (1716-1734)
- Johann Andreas von Hamilton (1734-1738)
- Wilhelm Reinhard von Neipperg (1738-1739)
- August Jakob Heinrich von Suckow (1739-1740)
- Franz Anton Leopold Ponz von Engelshofen (1740-1757)
- Ferdinand Philipp von Harsch (1757-1758)
- Anton von Puebla (1758-1759)
- Siegmund Friedrich Samuel von Lietzen (1759-1769)
- Maximilian Joseph von Mitrowsky (1769-1775)
- Johann Franz Anton von Zedtwitz (1775-1779)